# Fellinis Schiff der Träume
Fellinis Schiff der Träume (Originaltitel: E la nave va) ist ein Filmdrama des italienischen Regisseurs Federico Fellini aus dem Jahr 1983.

## Handlung
Der Film spielt im Juli 1914, also nach dem Attentat von Sarajevo am 28. Juni 1914 und damit kurz vor Beginn des Ersten Weltkrieges. Eine feine Reisegesellschaft sticht auf dem Ozeandampfer Gloria N. in See. Mit an Bord ist Herr Orlando, ein italienischer Journalist, der durch die Handlung des Films führt und berichtet, dass es sich bei der Reise um eine Seebestattung handelt: Die Asche von Edmea Tetua soll vor der Insel Erimo ins Meer gestreut werden. Edmea wurde dort auf der Insel geboren und war die größte Operndiva aller Zeiten. Die illustre Gesellschaft besteht aus berühmten Opernsängern, den Opern-Intendanten von Mailand und Rom, Dirigenten, bizarren Verehrern und skurrilen Opern-Appassionati aus aller Welt – sowie einer seltsamen hochadligen Gesellschaft eines „Granduca di Herzog“, einer blinden Principessa (seiner Schwester, gespielt von Pina Bausch), einem Premierminister, einem Generalfeldmarschall und einem rasputinartigen Polizeichef – alle Repräsentanten der österreich-ungarischen Monarchie.
Eines Nachts werden serbische Bürger aufgenommen, die in kleinen Booten Richtung Italien fliehen wollten. Sie werden allerdings als Sicherheitsrisiko betrachtet und von der Reisegesellschaft getrennt untergebracht. Als am nächsten Tag ein österreich-ungarisches Kriegsschiff auftaucht, fordert man die Herausgabe der serbischen Flüchtlinge. Die Serben werden in Booten ausgesetzt und rudern Richtung Kriegsschiff. Dabei kommt es zu einem unerwarteten Zwischenfall, der zum Untergang des Ozeandampfers Gloria N. führen wird. Der italienische Journalist berichtet von einem glücklichen Ende: die meisten Personen konnten gerettet werden.

## Interpretation
Man kann annehmen, dass die Seebestattung, bei der die weiße Asche der Diva assoluta Edmea von der morgendlichen Meeresbrise zerblasen wird, den Untergang der alten europäischen Gesellschaft durch den Ersten Weltkrieg symbolisiert. Die Kettenreaktion zwischen dem Passagierdampfer und dem Kanonenboot stellt im Kleinen den Ausbruch des Ersten Weltkriegs dar.
Der Film enthält große, unvergessene Sequenzen der Filmgeschichte: Die blinde Prinzessin, die die Töne des Donau-Walzers mit Farben assoziiert, das Glasmusikspiel in der Schiffsküche, den russischen Sänger, der mit seinem Bass ein Huhn in Trance versetzt, der Wettstreit der Opernsänger im Kesselraum.

## Kritiken
„Fellinis musikalisch opulente, bildgroteske Vision persifliert Selbstgefälligkeit und verstellten Wirklichkeitssinn mit mehrfacher, gleichnishafter Selbstironie.“ (Filmdienst)

## Adaptionen
- Das Schiff der Träume (E la nave va), Theaterstück am Staatsschauspiel Dresden. Aus dem Italienischen von Trude Fein, Renate Heimbucher-Bengs und Beatrice Schlag. Regie: Jan Gehler. Premiere am 19. März 2016.
- Das Schiff der Träume (E la nave va), Theaterstück am Ulmer Theater[2]. Aus dem Italienischen von Renate Heimbucher-Bengs. Inszenierung: Kay Metzger. Premiere am 28. September 2023.[3]
- Das Schiff der Träume (E la nave va), spartenübergreifendes Bühnenspektakel durch das Theater am Bismarckplatz, Theater Regensburg. Regie: Philipp Westerbarkei. Premiere am 5. Juli 2025.